# Metin Göktepe
Metin Göktepe (10 avril 1968 - 9 janvier 1996) était un journaliste turc, qui a été tué par la police turque lors d'une garde à vue.

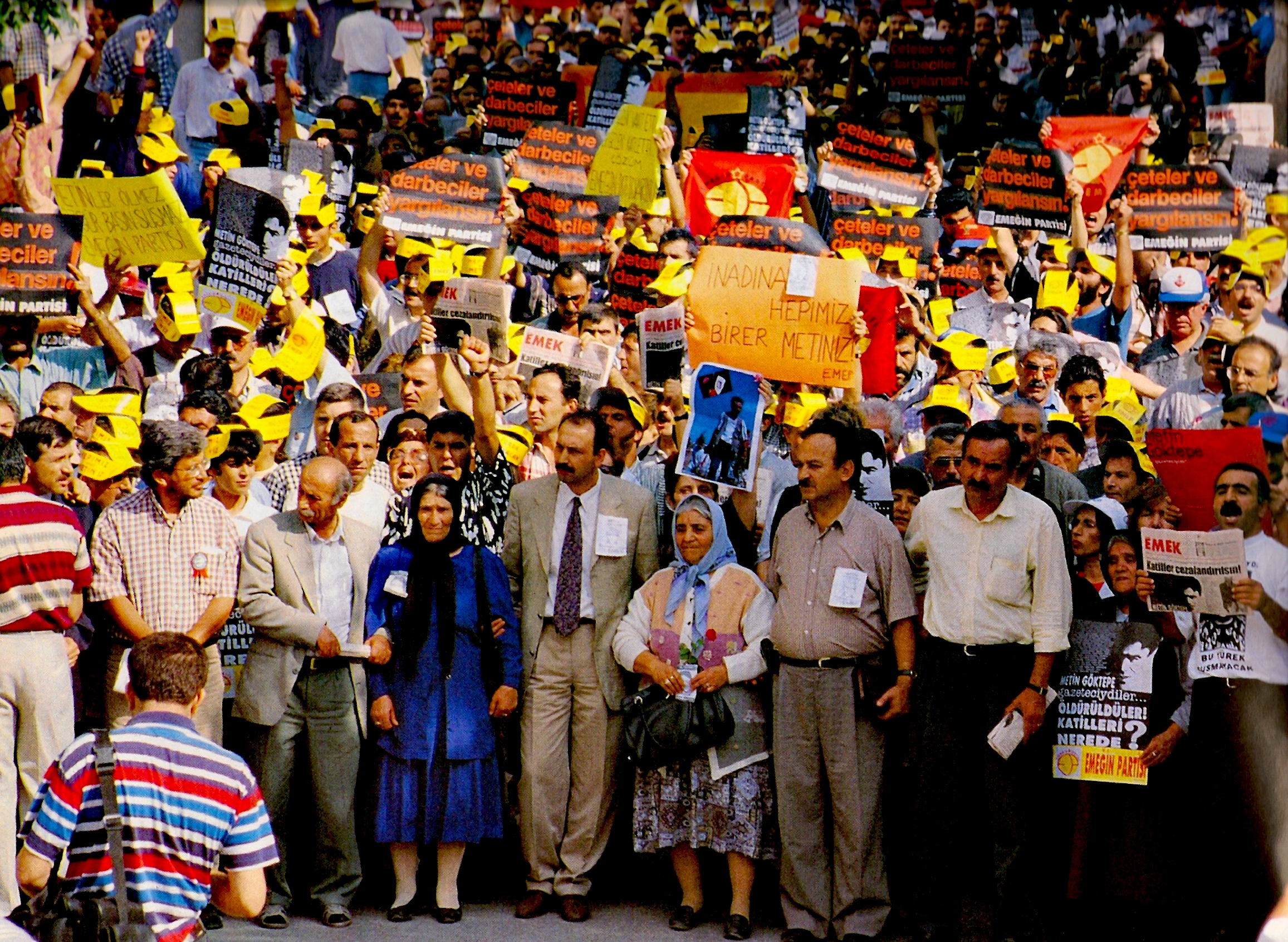
Manifestation pour Metin Göktepe, avec en premier plan Levent Tüzel, Sabri Topçu et Fadime Göktepe.

## Biographie

### Sa vie
Metin Göktepe est né le 10 avril 1968, à Gürün, une sous-préfecture de Sivas. Il était l'avant-dernier d'une famille de 8 enfants. Sa famille immigra à Istanbul, plus précisément vers Esenler[Lequel ?].
Après ses études terminés, il commença à participer aux activités sociales et culturelles, qui le fit découvrir la vie politique. Durant le mouvement étudiant et ouvrier de 1992, il décida de participer à un magazine objectif.
C'est alors que Metin Göktepe commença sa carrière dans un magazine appelé Gerçek (La vérité). Quelques années plus tard, il devint journaliste pour le journal de gauche Evrensel.

### Le 8 janvier 1996
Le 8 janvier 1996, Metin Göktepe se rendait au cimetière de Alibeyköy pour couvrir l'enterrement de Rıza Boydaş et Orhan Özen. La police ne voulant pas laisser les journalistes (Kerem Ilgaz, Satı Kaya, Murat İnceoğlu et Metin Göktepe) entrer dans le cimetière, Metin insista et il fut arrêté sous l'ordre du commissaire qui lui dit "Tu as trop parlé toi". Tous les participants à l'enterrement, soit environ 1 052 personnes, furent regroupés dans le gymnase d'Eyüp Spor. La police matraqua tout le monde - même Metin-, et cela bien qu'il dit aux policiers qu'il était journaliste d'Evrensel. D'ailleurs le responsable des Çevik Kuvvet (équivalent de CRS) raconte la scène :
« Lorsque je suis revenu dans le gymnase, j'ai demandé qui était la personne au sol. Le responsable de la police; Metin Kuşat, m'a dit que c'était un journaliste et qui ne savait pas l'Istiklâl Marşı (L'hymne national turc). Je lui ai dit de laisser tomber, et j'ai donné moi-même un coup de pied au journaliste. J'ai vu ensuite le fonctionnaire de police; Saffet Hızarcı dire "Ça, c'est pour Ali, ça c'est pour Rüştü et ça c'est pour Süleyman" tout en frappant le journaliste au sol. À la fin de notre service, Saffet Hızarcı nous a dit en montrant sa matraque "Ce soir, elle a bien travaillé". J'ai appris plus tard que ce jour-là, sa matraque s'était cassée à force de frapper. »
Autre récit d'un témoin de la scène:
« À ce moment-là, les policiers ont ramené Metin. L'un des responsables a dit "traitement spécial", et c'est alors qu'une dizaine d'homme ont commencé à frapper Metin Göktepe. Ils frappaient avec des matraques et des bâtons. Metin s'est évanoui, ils l'ont réveillé et ont continué à le frapper. Metin perdait beaucoup de sang, et les policiers l'ont amené aux toilettes pour le nettoyer. »
Metin Göktepe a été transporté à l'hôpital, mais le journaliste était déjà décédé. Le directeur de la police d'Istanbul; Orhan Taşanlar (en) annonce que Metin Göktepe est mort en tombant de la chaise, mais le ministre de l'Intérieur ; Teoman Ünüsan (tr) contredit Orhan Taşanlar (en) en disant que Metin Göktepe est mort non pas en tombant de la chaise, mais d'un mur.

## Le procès
Le lieu du jugement posa problème et le procès fut transféré d'Istanbul à Afyon. L'avocat des fonctionnaires était Necdet Küçüktaşkıner, une personne dont le nom avait apparu dans des jugements de tortures lors du coup d'État du 12 septembre. Plusieurs journalistes du monde entier assistèrent au procès en signe de soutien à la liberté de la presse.
Le premier jugement du tribunal vint le 19 mars 1998. Le tribunal accusa les fonctionnaires qui avaient tué Metin Göktepe, d'homicide involontaire, et ils écopèrent de 7 ans et 6 mois de prison pour 5 d'entre eux. Le deuxième jugement du tribunal vint le 6 mai 1999. Les policiers Murat Polat, Şuayip Mutluer, Saffet Hızarcı, Fedai Korkmaz, Metin Kuşak et Seydi Battal Köse écopèrent comme lors du premier jugement de 7 ans et 6 mois de prison ferme. La cour de cassation approuva les condamnations sauf celle de Seydi Battal Köse, à qui il allégea le peine de prison de 7 ans à 1 an.

## Hommage
Le célèbre poète turc, Can Yücel dédia à Metin Göktepe une poésie appelé Metin'e metin bir metin (Une lettre courageuse à Metin)
Le chanteur Ferhat Tunç à aussi dédié une musique à son nom 